# Strategisk partnerorganisation
En strategisk partnerorganisation är en organisation som samarbetar med biståndsmyndigheten SIDA för att förmedla bidrag till samarbetsländer och även till andra svenska organisationer.
2024 listade SIDA följande organisationer som SPO:er:
- ForumCiv
- Union to Union
- Olof Palmes Internationella Center
- Svenska missionsrådet
- Afrikagrupperna
- Diakonia
- We Effect
- Naturskyddsföreningen
- Rädda Barnen
- Act Svenska kyrkan
- Plan International Sverige
- RFSU
- Världsnaturfonden WWF
- Individuell Människohjälp
- Kvinna till Kvinna
- Civil Rights Defenders
- Svenska Röda Korset

Tillsammans fick  organisationerna 1,79 miljarder kronor under 2022.